# Johannesstollen
Der Johannesstollen (historisch auch als St. Johannes Stollen oder St. Johannis Stollen bezeichnet) ist ein früherer Wasserlösungsstollen des Oberharzer Bergbaus in Clausthal-Zellerfeld. Über seinen genauen Verlauf ist wenig bekannt, da die historischen Risswerke zu den bergbaulichen Anlagen lückenhaft sind und der Stollen aufgrund seiner vergleichsweise hohen Lage bereits Anfang des 17. Jahrhunderts an Bedeutung verlor. Der durchschnittlich 1,40 Meter hohe und 50 cm breite Stollen wurde im Jahr 2020 bei der Sanierung eines historischen Bergbauschachtes wiederentdeckt.

## Geschichte
Nach einer früheren Periode war der Bergbau auf dem Burgstätter Gangzug durch den Schwarzen Tod und technische Herausforderungen zum Erliegen gekommen. Zu Beginn des 16. Jahrhunderts begann Herzog Heinrich der Jüngere, den Bergbau in der Region wiederzubeleben. Nach kurzer Zeit wurde erkannt, dass neue Wege zur Ableitung des anfallenden Grubenwassers gefunden werden mussten.
Hierzu wurde ab 1554 bzw. 1563 der Johannesstollen aufgefahren, der zusammen mit dem Oberen Jesus-Anfangs-Stollen die Wasserlösung für die Gruben auf dem Burgstätter Gangzug sicherstellen sollte. Wie auch schon beim Frankenscharrn-Stollen, der vom Zellerfelder Gangzug in den Burgstätter Gangzug vorgetrieben wurde, nutzte man Schlägel und Eisen, weshalb man im harten Gestein nur einen Vortrieb von wenigen Zentimetern pro Tag erreichen konnte.
Das Mundloch des Johannesstollens mündete in den Zellbach, in Höhe des Eulenspiegler Teichs. Dieser Ort war gewählt worden, da der tiefer liegende Kerbtalabschnitt des Zellbachs zu weit entfernt war. Dadurch lag der Johannesstollen vergleichsweise hoch und war in den angeschlossenen Gruben in nur geringer Teufe durchschlägig, weshalb nach wenigen Jahren des Betriebs tiefere Wasserlösungsstollen notwendig waren. Anfang des 17. Jahrhunderts war dies zunächst der Frankenscharrn-Stollen, der aufgrund noch tieferer Wasserlösungsstollen selbst an Bedeutung verlor.
1592 erreichte der Johannesstollen eine Länge von 830 Lachter (ca. 1,6 km). Er war allerdings bis zum Schacht Fortuna (1588 begonnen) sehr baufällig und danach verbrochen. Eine später geplante Erweiterung in den 1620er Jahren bis zum Schacht Grüne Birke (1591 begonnen) wurde nicht umgesetzt. Den Betrieb des Johannesstollens stellte man nach einem Beschluss vom 4. Juli 1628 ein. Zu diesem Zeitpunkt war sein Mundloch bereits nicht mehr auffindbar.

### Historische Beschreibung
Der Clausthaler Bergbaugelehrte Henning Calvör beschrieb in  seinem Buch „Acta Historico-Chronologico-Mechanica circa metallurgiam in Hercynia superiori“ von 1763 den Johannesstollen folgendermaßen:
Auf dem Burgstätter Zuge ist noch ein Stollen, der Sanct Johannes Stollen genannt, gewesen, davon nicht mehr bekannt, in welchem Jahre er angefangen worden. Sein Mundloch hat er am Zellbach gehabt, in der Gegend wo anjetzo der Eulenspiegeler Teich liegt. Er ist getrieben worden, um dadurch die obern Tag- und Grundwasser auf diesem Zuge abzuleiten, welche darauf die Zellerfelder auf ihre Bergwerke geführet, wie aus dem ersten Stollenrecesse sub dato Goslar den 14. Dec. 1582 zu ersehen; und obwohl die Clausthaler nach solchen Receß diesen Stollen fortbauen, und damit den Zellerfeldern die Wasser zuführen müssen; So ist doch in dem Vergleich vom 4. Juli 1628 dessen Einstellung, und daß die Clausthalischen Bergwerke mit Unkosten auf demselben sollten verschonet werden, bewilliget, wie denn derselbe auch fast verbrochen und sein Mundloch verschlemmet worden, daß es niemand finden können.

## Wiederentdeckung im Jahr 2020

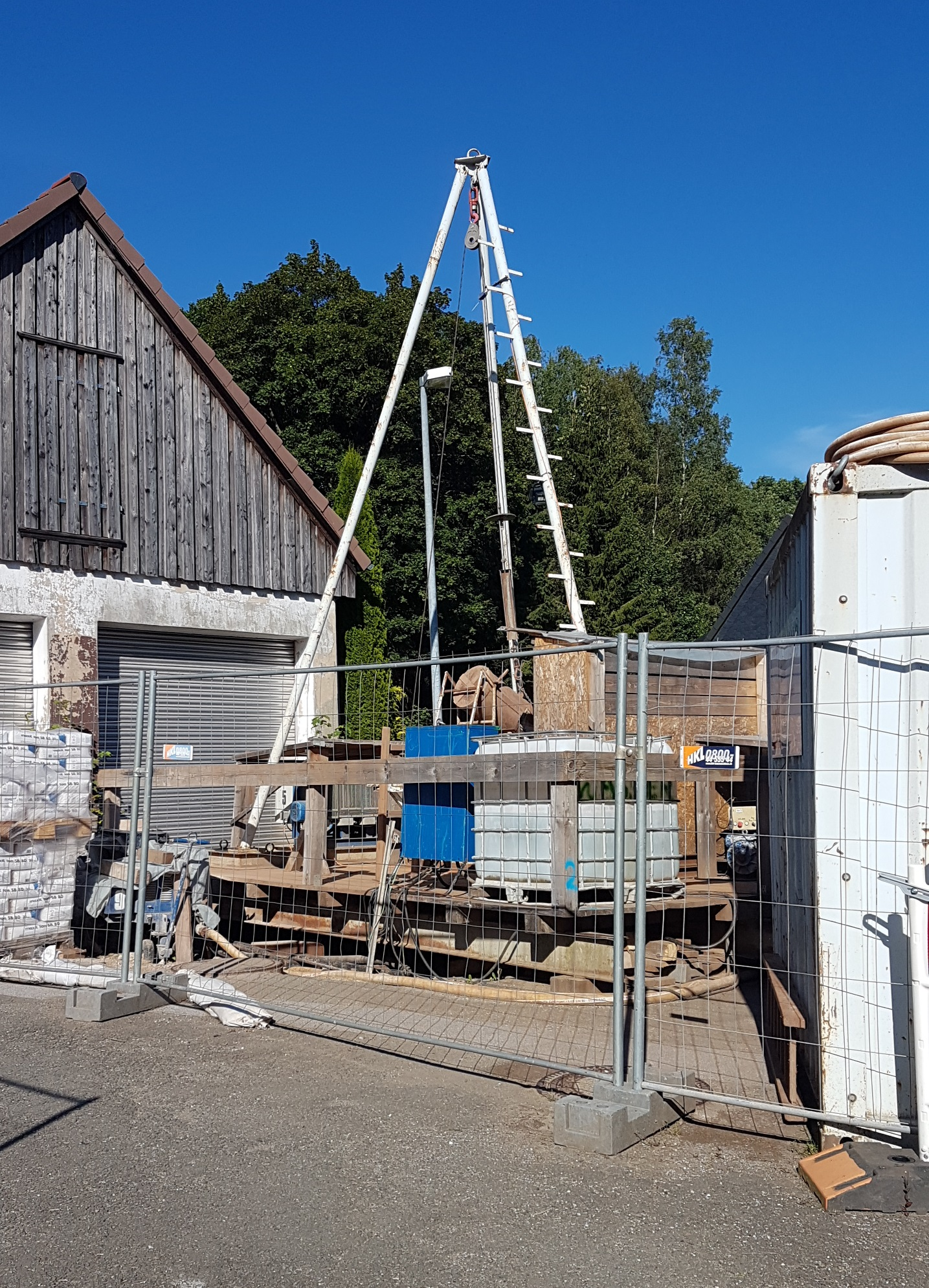
Baustelle zur Verwahrung des Schachtes „Silberkrone“ im August 2020. Bei diesen Arbeiten wurde der Johannesstollen wiederentdeckt.

Auslöser für die Wiederentdeckung des Johannesstollens war eine Bergsenkung, die sich Anfang des Jahres 2019 nach einer Periode mit starkem Regen und Tauwetter auf einer Straße innerhalb eines Wohngebietes am Brauhausberg zeigte. Sie lag im Bereich des früheren Schachtes Silberkrone. Er gehörte zur Grube Silberkrone, die etwa von 1668 bis 1701 silberhaltige Bleierze im Zellerfelder Gangzug abbaute und deren Schacht später verfüllt wurde. Im Jahr 2020 ließ das für Bergschäden zuständige Landesamt für Bergbau, Energie und Geologie (LBEG) eine Verwahrung des Schachtes durch eine Fachfirma vornehmen. Dabei wurde innerhalb des Schachtes in einer Tiefe von 20 Metern der historisch überlieferte Johannesstollen entdeckt. Sein Verlauf war dem LBEG bis dahin nicht bekannt, er wurde aber in der Nähe des Schachtes vermutet. Nach dem bisherigen Erkenntnisstand verlief er zumindest vom Entdeckungsort im Schacht Silberkrone über 500 bis 700 Meter zum einstigen Mundloch am Zellbach in Höhe des Eulenspiegler Teiches.

## Denkmalpflegerische Untersuchungen
Der Johannesstollen war bei der Entdeckung zwar durch Sedimente und Schlamm zugesetzt, befand sich aber in einem guten Zustand. Das Landesamt für Bergbau, Energie und Geologie ließ auf 65 Meter Länge eine Aufwältigung des Stollens betreiben. Auf diesem Weg können Fachleute zum Schacht Kron-Kahlenberg gelangen, der ebenfalls saniert werden soll. Er gehörte zur bis 1744 betriebenen Grube Kron-Kahlenberg. Die Aufwältigungsarbeiten erfolgen in Zusammenarbeit mit der in Goslar ansässigen Arbeitsstelle Montanarchäologie des Niedersächsischen Landesamtes für Denkmalpflege, für das die Archäologin Katharina Malek-Custodis die denkmalpflegerischen Untersuchungen vornahm. Sie gelten den Arbeitsspuren und Hinterlassenschaften der Bergleute in dem seit Jahrhunderten unveränderten Stollen. Entdeckt wurden bisher Löcher von den Balken der Arbeitsbühnen, Schlägelspuren und Tretwerk aus Holz. Eine Datierung der alten Hölzer soll Erkenntnisse liefern, zu welcher Zeit Bergleute im Stollen waren. Durch die Denkmalpflege wird mit einem in der Montanarchäologie erprobten Verfahren anhand Tausender Fotos ein 3D-Modell des Stollens angefertigt, so dass er virtuell erhalten bleibt. Nach den Sanierungsarbeiten und wissenschaftlichen Untersuchungen soll der Stollen wieder verfüllt werden.
Während der Sanierung gab es 2020 am Brauhausberg nach Niederschlägen einen Tagesbruch durch einen bis dahin unbekannten Schacht. 2021 gab es in wenigen Metern Entfernung vom Johannesstollen einen weiteren Tagesbruch, wodurch infolge einer gebrochenen Wasserleitung mehrere 10.000 Liter Wasser in den Stollen eindrangen. Das Landesamt für Bergbau, Energie und Geologie (LBEG) vermutet an der Stelle einen früheren Schacht oder Abbau.